# Hakon Castonier
Hakon Hjalmar Alvild Decimus Castonier (9. februar 1868 – 29. marts 1946) var en dansk officer, bror til Edgar Castonier.
Han var søn af major og toldinspektør Daniel Castonier (død 1872) og hustru født Hollensted (død 1912), blev sekondløjtnant 1888 og premierløjtnant samme år, kaptajn 1905, var adjutant hos kong Frederik VIII og kong Christian X 1910-13, var chef for Akademisk Skyttekorps 1908-11 og blev oberstløjtnant 1913. 1928 tog han afsked.
Han var medlem af direktionen for Trøstens Bolig, Ridder af Dannebrog, Dannebrogsmand, bar flere udenlandske ordener mm.